# Омраза
За филма със същото име вижте Омраза (филм)
Омразата е отрицателна емоция, интензивно чувство на антипатия, отвращение или враждебност към нещо или някого, чието зло се желае. Омразата е свързана с желание да се избегне, ограничи, спре или унищожи всичко, което се мрази. Тя е противоположност на любовта. Омразата е „страст на субекта, която цели разрушаването на своя обект“.
Мразят се хора или различни организации, които застрашават благополучието или самото съществуване на хората, извършват психически или физически тормоз и нанасят щети или вреди.
Според психолозите омразата е ответна реакция към хора, чиито интереси са коренно различни или противоречат на нашите. Хората обикновено мразят всичко, което се противопоставя на здравето или благосъстоянието им, дори всичко, което не могат да обичат.
Често омразата е причина за насилие. Много престъпления са извършени именно под въздействието на омразата. Преди и по време на война например честа практика е да се манипулира населението да мрази друга нация или политически режим.
Омразата може да предизвика антипатия, отвращение, желание за унищожение и понякога самоунищожение, обаче повечето хора могат да мразят нещо или някого, без да изразяват тези чувства.
Омразата може да бъде насочена срещу една определена раса, религия, пол, сексуална ориентация, полова идентичност, физически недъг, етнос, гражданство и т.н.